# Cressida
Pour l’article homonyme, voir Cressida (homonymie).

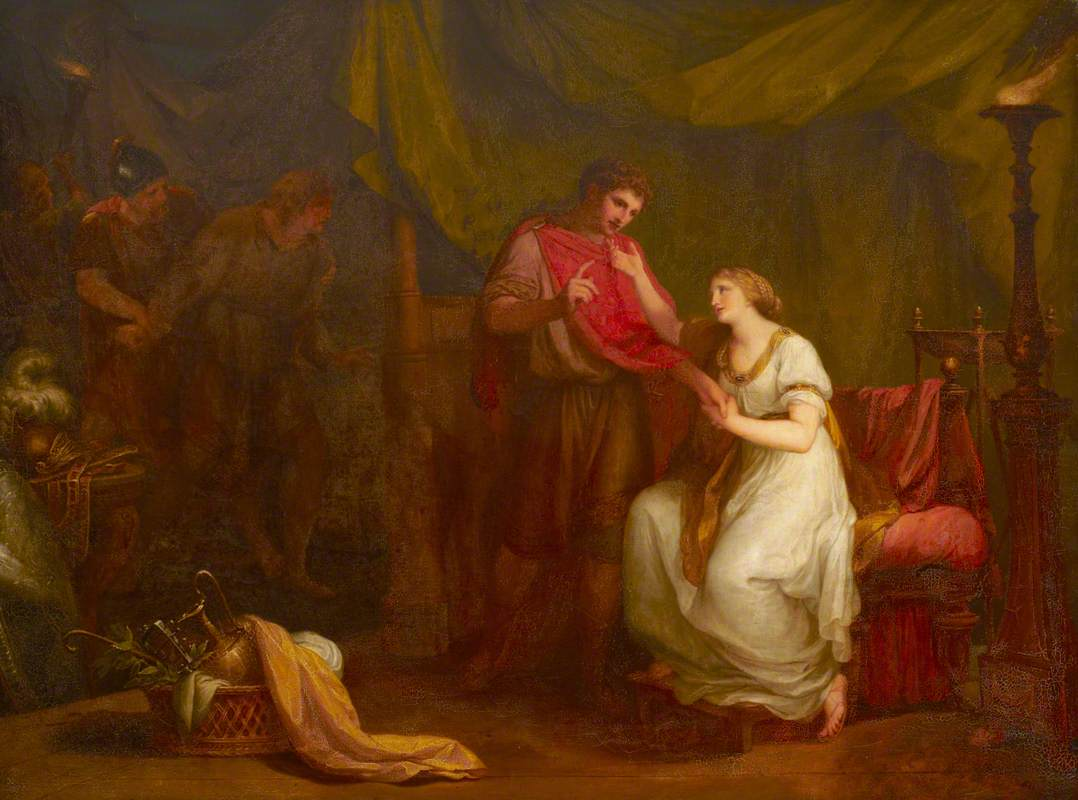
Diomède et Cressida, tableau d'Angelica Kauffmann de 1789, d'après la pièce de théâtre Troïlus and Cressida de William Shakespeare.

Cressida est une héroïne tragique de la guerre de Troie. Elle est mentionnée tardivement dans la littérature médiévale et de la Renaissance, notamment dans la pièce de théâtre Troïlus et Cressida de William Shakespeare.
Cressida est la fille du devin grec Calchas et tombe amoureuse de Troïlus, le benjamin du roi Priam, à qui elle jure fidélité. Lorsqu'elle est rendue aux Grecs lors d'un échange d'otages, elle a une liaison avec le guerrier Diomède. Elle est devenue un archétype littéraire d'amante infidèle.
Le patronyme de ce personnage serait inspiré par Chryséis, elle aussi fille de devin, évoquée dans l'Iliade.